# Brandi Sherwood
 (novembre 2020).
Si vous disposez d'ouvrages ou d'articles de référence ou si vous connaissez des sites web de qualité traitant du thème abordé ici, merci de compléter l'article en donnant les références utiles à sa vérifiabilité et en les liant à la section « Notes et références ».
Brandi Sherwood, née le 13 janvier 1971 à Idaho Falls dans l'état de l'Idaho, est une actrice et mannequin américaine.

## Biographie

### Concours de beauté
Tenante du titre Miss Teen USA 1989, en 1997, Brandi retente sa chance au concours de Miss USA, elle termine 1ère dauphine. À ce jour, Brandi Sherwood est la seule femme à avoir détenu les titres de Miss Teen USA et Miss USA.
Elle remplace Brook Lee gagnante de Miss USA 1997, qui remporte l'élection de Miss Univers 1997.
Pendant son règne en tant que Miss, Brandi a travaillé pour Special Olympics. Elle a également travaillé avec le programme DARE et continue de donner de son temps pour parler aux étudiants de la résistance aux drogues et à la violence.

### Après Miss USA
Après l'année de règne, Brandi Sherwood est actrice partiellement, dans certains films dont Shark Zone en 2003, et a travaillé comme hôtesse pour l'émission The Price is Right (la version américaine du Juste prix) entre 2002 et 2009.

## Vie privée
En 1999, elle épouse l'acteur Dean Cochran, avec qui elle eut des jumeaux à l'été 2009, et dut renoncer à travailler pour la télévision.